# Attitude (пісня Sepultura)
«Attitude» (укр. Ставлення, життєва позиція) — пісня бразильського рок-гурту Sepultura, третій сингл з альбому Roots 1996 року.

## Про пісню
Пісня починається зі звуків екзотичного бразильського інструменту берімбау, що складається з дерев'яної палки та однієї струни. Вступ переходить у поєднання важких гітарних рифів та етнічних барабанів, створюючи яскравий африкансько-латиноамериканський грув. Текст пісні Макс Кавалера написав вдома разом із пасинком Дейною Веллс (відомого за псевдонімом D-Low); автори музики — Sepultura. На берімбау грає Макс Кавалера, а на додатковій перкусії — Ігор Кавалера.
Режисером відеокліпу став лос-анджелеський музикант Block, продюсер — Кім Крістіансен. Макс Кавалера із пасинком придумали долучити до знімання кліпу членів бразильського клану Грейсі, відомих знавців бойових мистецтв. У відео зображено бійцівський восьмикутник, на якому проходять змагання з боротьби, у супроводі Sepultura, які виконують пісню за межами рингу. Окрім музикантів та членів династії Грейсі, у кліпі знялися актор Денні Трехо (боєць в рингу) та соліст House of Pain Денні Бой (рефері). Відео було присвячено Дейні Веллс, який загинув в серпні 1996 року.